# Musée de la République romaine et la mémoire de Garibaldi
Le musée de la République romaine et la mémoire de Garibaldi (en italien : Museo della Repubblica Romana e della memoria garibaldina) est un musée de Rome, en Italie, situé à la porta San Pancrazio. Il est consacré à la République romaine (1849) et à Giuseppe Garibaldi.
Il fait partie des musées de la commune. Il est inauguré, le 17 mars 2011, par le Président de la République italienne Giorgio Napolitano, à l'occasion de la célébration du 150e anniversaire de l'unification de l' Italie (it).
Le musée rend honneur à la défense de la ville, conduite par Giuseppe Garibaldi, en avril 1849, lors de l'attaque par les troupes françaises.

## Source de la traduction
- (it) Cet article est partiellement ou en totalité issu de l’article de Wikipédia en italien intitulé « Museo della Repubblica Romana e della memoria garibaldina » (voir la liste des auteurs).